# Paul Andrew Williams

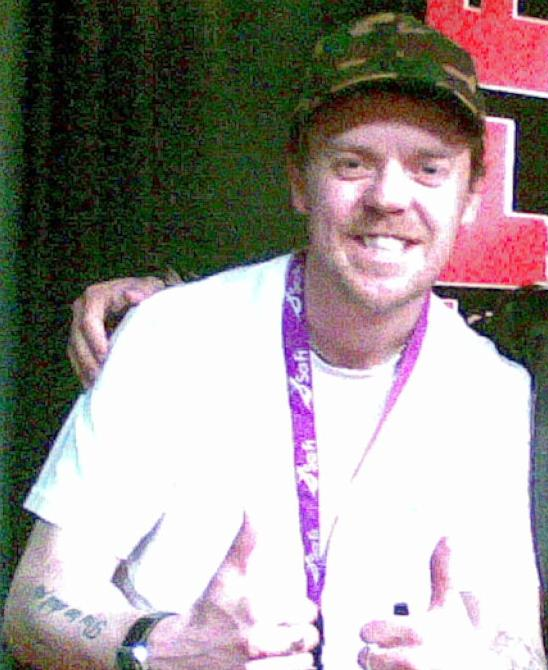
Paul Andrew Williams 2008 beim BIFFF

Paul Andrew Williams (* 1973 in Portsmouth) ist ein britischer Drehbuchautor und Filmregisseur.

## Persönliches
Als Teenager hatte Williams Lungenkrebs.
Williams ist verheiratet und hat einen im Oktober 2007 geborenen Sohn und ein weiteres Kind.

## Karriere

### Anfänge mit Kurzfilmen
Williams begann als Schauspieler und ging auf eine Schauspielschule, die er frühzeitig verließ, um im Fernsehen zu arbeiten, was er für etwa fünf Jahre tat. Nach Eigenaussage empfand er beim Dreh zu A Kind of Hush: „Auf eine jugendliche und arrogante Weise dachte ich, ich kann das besser.“ Er zog danach für achtzehn Monate zurück nach Devon zu seinen Eltern, wo er das erste Mal ein Drehbuch schrieb, und danach nach London zusammen mit Freunden, mit denen er beschloss, einen Kurzfilm zu drehen. Da er keine Ausbildung in Filmemachen hatte, las er das The Guerilla Filmmakers Handbook über Independent-Filmproduktion und kontaktierte alle darin genannten Personen in Produktionsunternehmen mit Fragen, was er tun müsse. Darauf konnten er und seine Freunde eine Crew und Budget versammeln und drehten in vier Tagen den ersten Kurzfilm The Thief sowie später einen für das Kurzfilmfestival Brief Encounters. Nach der Gründung eines eigenen Produktionsunternehmens drehten sie den Kurzfilm The Royalty, der 2001 auf mehreren Festivals gezeigt wurde.

### Spielfilme
Da Williams niemanden fand, der sein Drehbuch für die Slasherkomödie The Cottage produzieren wollte, nahm er die Figuren aus Royalty als Vorlage für ein neues Spielfilm-Drehbuch, zu dem er durch einen Geschäftspartner Sponsoren gewann. Er kontaktierte nicht die Filmförderung des UK Film Council, damit nicht Leute beteiligt würden, die etwas ändern wollen würden aus Gründen, die nicht mit dem Drehbuch zu tun hätten. Der Film London to Brighton erhielt 2006 eine Kinoveröffentlichung sowie mehrere Preise, mit denen Williams als Filmregisseur bekannt wurde, wodurch er weitere Filme produzieren konnte und auch Drehbücher anderer Personen zur Umsetzung erhielt. So konnte er 2008 The Cottage realisieren sowie den weiteren Horrorfilm The Children von Tom Shankland und 2010 nach eigenem Drehbuch Cherry Tree Lane. Inspiriert von dem Seniorenchor Young@Heart schrieb er bereits etwa 2007 ein Drehbuch, das er 2011 als Song for Marion umsetzte, der im folgenden Jahr der Abschlussfilm des Toronto International Film Festival wurde. Folgend inszenierte Williams mehrere Fernsehfilme für die BBC: 2015 Die Eichmann-Show über Leo Hurwitz, der den Eichmann-Prozess im Fernsehen übertrug, und Murdered by My Boyfriend sowie 2018 Murdered for Being Different, die beide auf reale Mordfälle basieren und mit britischen Fernsehpreisen ausgezeichnet wurden.

### Fernsehserien
Williams drehte erstmals mehrere Episoden für eine Fernsehserie mit der dritten Staffel von Broadchurch 2017. Während er die gesamte Staffel übernehmen wollte, erhielt er nur die erste Hälfte, damit für die Postproduktion pausiert werden konnte. 2018 drehte er alle acht Episoden von Strangers. Mit dem Drehbuchautor Jeff Pope begann eine langjährige Zusammenarbeit, für den er jeweils die gesamten Staffeln der True-Crime-Miniserien A Confession (2019) und The Walk-In (2022) sowie die biografische Miniserie Archie – Die Cary Grant Story 2023 über Archie Leach.

## Filmografie (Auswahl)
D=Drehbuch, R=Regie
- 2001: Royalty (Kurzfilm) – D, R
- 2004: It’s Okay to Drink Whiskey – D, R
- 2006: London to Brighton – D, R
- 2008: The Cottage – D, R
- 2008: The Children – D
- 2010: Cherry Tree Lane – D, R
- 2012: Song for Marion – D, R
- 2012: Kommissar Wallander: Vor dem Frost (Before the Frost, Fernsehfilm) – Schauspieler
- 2013: Dates (Fernsehserie, 1 Episode) – R
- 2014: Murdered By My Boyfriend (Fernsehfilm) – R
- 2014: Intruder (Kurzfilm) – D, R
- 2015: Der Fall Eichmann (The Eichmann Show, Fernsehfilm) – R
- 2017: Broadchurch (Fernsehserie, 5 Episoden) – R
- 2017: Murdered for Being Different (Fernsehfilm) – R
- 2018: Strangers (Fernsehserie, 8 Episoden) – R
- 2019: A Confession (Miniserie, 6 Episoden) – R
- 2021: Bull – D, R
- 2022: The Walk-In (Miniserie, 5 Episoden) – R
- 2022: The Fear Index (Miniserie, 4 Episoden) – D
- 2023: Archie – Die Cary Grant Story (Miniserie, 4 Episoden) – R
- 2025: Cleaner – D

## Auszeichnungen und Nominierungen
für London to Brighton:
- 2006 British Independent Film Awards: Nominierung für den Douglas Hicox Award als Bester Debütfilm
- 2006 Dinard British Film Festival: Gewinner des Goldenen Hitchcock
- 2006 Edinburgh International Film Festival: Gewinner des New Director’s Award
- 2006 Foyle Film Festival: Gewinner des Festivalpreis als Bester Spielfilm
- 2006 Raindance Film Festival: Gewinner des Jurypreis für einen britischen Spielfilm
- 2007 British Academy Film Awards: Nominierung für die Beste Regie-Nachwuchsleistung
- 2007 Evening Standard British Film Award: Gewinner als Vielversprechendste Nachwuchsleistung
- 2007 London Critics’ Circle Film Award: Nominierung als Beste Nachwuchsleistung und als Bester Produzent

für The Cottage:
- 2008 Neuchâtel International Fantastic Film Festival: Nominierung für den Narcisse als Bester Film
- 2008 Sitges Festival Internacional de Cinema Fantàstic de Catalunya: Nominierung als Bester Film

für Song for Marion:
- 2012 British Independent Film Awards: Nominierung für das Beste Drehbuch
- 2013 Beijing International Film Festival: Nominierung als Bester Film und als Bestes Drehbuch
- 2013 Nashville Film Festival: Gewinner des Publikumspreis als Bester Spielfilm
- 2013 Seattle International Film Festival: Nominierung als Bester Film

für Murdered by My Boyfriend:
- 2015 Royal Television Society Awards: Gewinner als Bestes Single-Drama
- 2015 BAFTA TV Craft Awards: Nominierung als Bester Regisseur

für Die Eichmann-Show: 2015 Royal Television Society Awards: Nominierung als Bester Drama-Regisseur
für Murdered for Being Different: 
- 2018 British Academy Television Award: Gewinner als Bestes Single-Drama
- 2018 Broadcast Awards: Nominierung als Bestes Single-Drama und als Bestes Multichannel-Programm
- 2018 Royal Television Society Awards: Gewinner als Bestes Single-Drama

für A Confession: 2020 British Academy Television Award: Nominierung als Beste Miniserie